# Chaussy (Val-d’Oise)
Chaussy ist eine französische Gemeinde mit 634 Einwohnern (Stand 1. Januar 2022) im Département Val-d’Oise in der Region Île-de-France. Die Bewohner nennen sich Calcédoniens bzw. Calcédoniennes.

## Geografie
Nachbargemeinden von Chaussy sind Ambleville im Norden, Omerville im Nordosten, Villers-en-Arthies im Südosten, Chérence im Südwesten, Amenucourt im Südosten und Bray-et-Lû im Nordwesten.
Das Gemeindegebiet gehört zum Regionalen Naturpark Vexin français.

## Geschichte
Funde aus der Vorgeschichte bezeugen eine frühe Besiedlung.

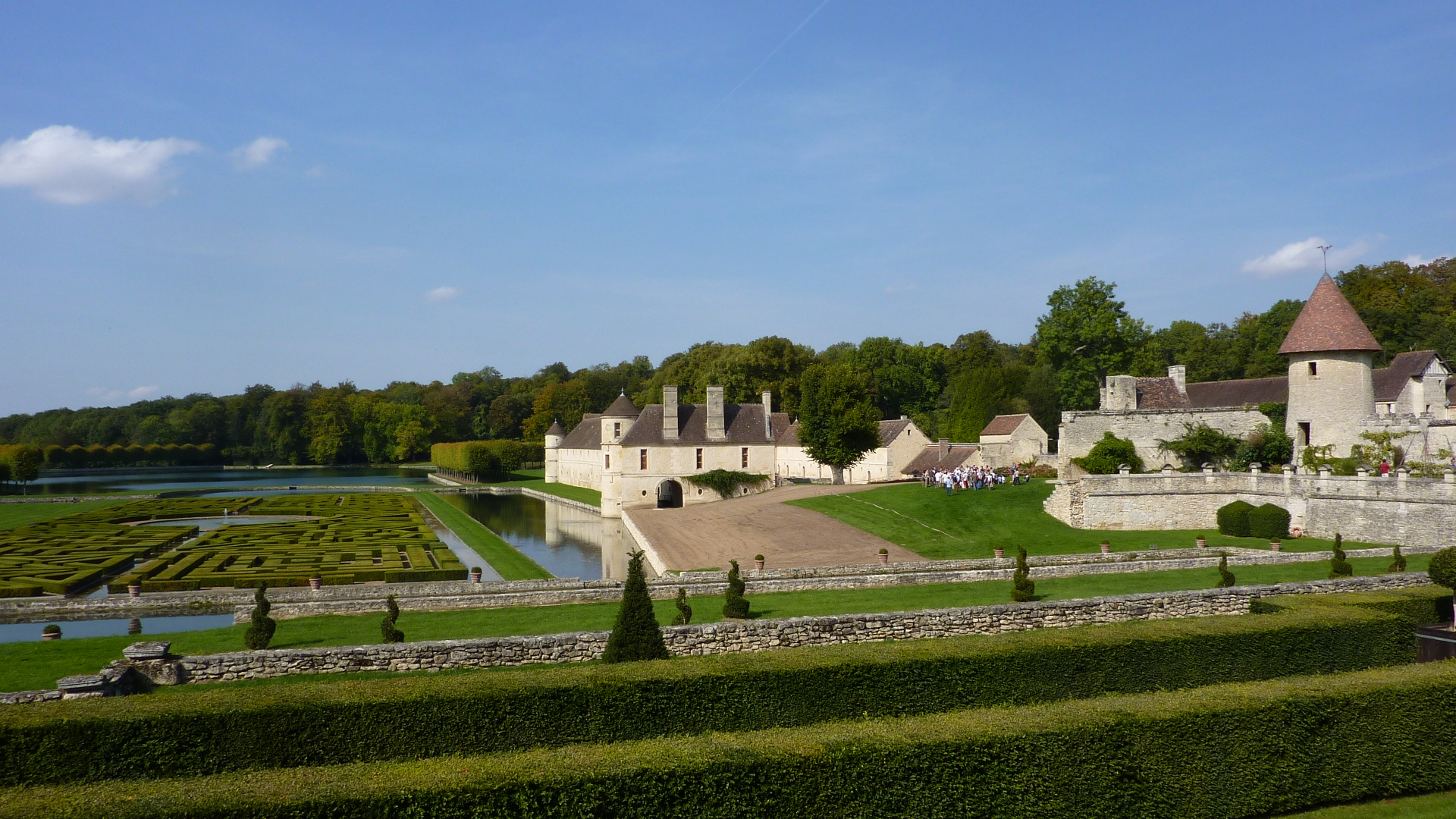
Domaine de Villarceaux

## Sehenswürdigkeiten
- Kirche Saint-Crépin-Saint-Crépinien[1], 12. bis 16. Jahrhundert (Monument historique)
- Ruine der Kapelle Saint-Laurent[2], 16. Jahrhundert (Monument historique)
- Tour de Méré[3], 15. Jahrhundert (Monument historique)
- Domaine de Villarceaux[4], Park (Jardin remarquable) und Schloss aus dem 16. bis 18. Jahrhundert (Monument historique)

## Bevölkerungsentwicklung
| Jahr      | 1962 | 1968 | 1975 | 1982 | 1990 | 1999 | 2007 |
| --------- | ---- | ---- | ---- | ---- | ---- | ---- | ---- |
| Einwohner | 617  | 534  | 456  | 460  | 462  | 602  | 650  |